# Mukanda wa Pende
 (août 2014).
Si vous disposez d'ouvrages ou d'articles de référence ou si vous connaissez des sites web de qualité traitant du thème abordé ici, merci de compléter l'article en donnant les références utiles à sa vérifiabilité et en les liant à la section « Notes et références ».
Mukanda wa Pende est un groupe musical folklorique de la République démocratique du Congo, originaire du village Kinyama dans le territoire de Gungu au Bandundu. Le groupe est dirigé par Langi Mago et compte des chanteurs, des batteurs de tam-tam et des et danseurs acrobatiques.